# 2015 DD249
2015 DD249 est un objet transneptunien du groupe des cubewanos, encore très mal connu. 

## Caractéristiques
2015 DD249 mesure environ 200 km de diamètre.